# Leonilda González
Leonilda González (Minuano, Colonia, 2 de febrero de 1923 - Montevideo, 4 de enero de 2017) fue una pintora, dibujante y grabadora uruguaya, fundadora del Club de Grabado de Montevideo. Su obra se encuentra representada en el Museo Juan Manuel Blanes y el Museo Nacional de Artes Visuales, así como en colecciones privadas de Uruguay y otros países. En 2006 fue reconocida con el Premio Figari por su trayectoria.

## Biografía
En 1943 ingresó a la Escuela Nacional de Bellas Artes, donde se formó con Miguel Ángel Pareja, Ricardo Aguerre y José María Pagani. En 1949 fue enviada a Europa en misión oficial para continuar su formación en París, con Andre Lhote y Fernand Leger.
Estuvo casada con Carlos Fossatti, también artista grabador y miembro del Club del Grabado, durante seis años.
Participó frecuentemente en los salones del Club de Grabado de Montevideo y en las muestras colectivas de la Unión de Artistas Plásticos Contemporáneos. Expuso su obra individualmente tanto a nivel nacional como a nivel internacional en Buenos Aires, La Habana, Panamá, Puerto Rico, Brasil y otros. Entabló contacto con artistas gráficos de países socialistas, siendo delegada en el Simposio de Artes Gráficas de Intergrafik de Berlín en 1967.
Durante su carrera obtuvo diversos reconocimientos y distinciones, entre los cuales se cuentan: Premio Adquisición del Salón Municipal de Montevideo en 1957 y 1967, Premio "El Mundo" del primer certamen latinoamericano de xilografía de la Galería Plástica de Buenos Aires, Primer Premio de xilografía otorgado por Casa de las Américas en La Habana, Premio de El Galpón (teatro) por su xilografía "Novias revolucionarias, III", entre otros. En 2006 se le otorgó el Premio Figari como reconocimiento integral a su trayectoria, exponiendo en la Sala Figari en la Ciudad Vieja, editando un catálogo de la exposición.
Se destacó en dibujo, pintura y xilografía, técnica de la que dictó numerosos cursos y talleres, aunque debido a problemas de visión, se dedicó en los últimos años a la técnica del pastel, pero sin dejar de enseñar la técnica xilográfica en su taller particular en Montevideo.  
Su Obra
Su obra es mayormente figurativa, a menudo costumbrista, desarrollando diversas temáticas en forma de serie, como la de las "Novias revolucionarias" que inicia en 1968 como un manifiesto de protesta irónica contra el matrimonio concebido como una pérdida de libertad, y se convertiría en la época de dictadura en símbolo de protesta. Las mujeres solas y la estética del grabado asociada a períodos determinados de la cultura y del país, aludían en el imaginario local, a madres y novias con hijos o maridos presos, exiliados o desaparecidos que convirtieron estos grabados en un símbolo de resistencia.
En el libro Títeres se recopilan sus xilografías y en el libro Esta soy yo, de 1994, publica su autobiografía. Más tarde, en 2011, publica un segundo libro autobiográfico, La carpeta negra, donde relata su vida durante el exilio.
Falleció a los 93 años en Montevideo.

## Club de Grabado de Montevideo
En 1953, junto a Nicolás Loureiro, Susana Turiansky y otros artistas fundó el Club del Grabado de Montevideo, con el fin de difundir y democratizar el acceso al arte mediante técnicas gráficas que permiten reproducir obras en grandes tirajes a bajo costo. González se desempeñó como docente de xilografía y participó activamente en las ediciones, exposiciones y salones de grabado de esta entidad, de la que fue miembro del consejo directivo desde 1953 hasta que abandonaara el país durante la dictadura cívico-militar en 1976. Durante su exilio, entre 1976 y 1986, se radicó primero en Perú y después en México, representando al Club del Grabado en el exterior en sus viajes por diversos países de América Latina.